# Lower Cumberworth
Lower Cumberworth – wieś w Anglii, w hrabstwie ceremonialnym West Yorkshire, w dystrykcie metropolitalnym Kirklees. Leży 27 km na południe od miasta Leeds i 253 km na północny zachód od Londynu.